# Sky Group

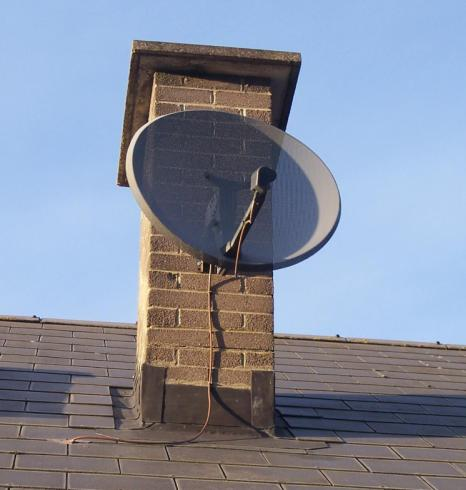
Antena Sky Digital

Sky Group Limited – brytyjskie publiczne przedsiębiorstwo mediowe. Zostało założone w roku 1990. Zatrudnia ok. 16 000 pracowników. Obecnym prezesem firmy jest James Murdoch, a dyrektorem wykonawczym Jeremy Darroch.
Przedsiębiorstwo jest właścicielem m.in. brytyjskiej platformy cyfrowej Sky Digital, brytyjskich kanałów telewizyjnych takich jak:Sky Showcase, Sky Max, Sky Replay, Sky News, Sky Cinema, Sky Sports i wiele innych, a także współwłaścicielem stacji telewizyjnych Comedy Central, Crime + Investigation, Blaze i innych.
British Sky Broadcasting jest głównym sponsorem brytyjskiej zawodowej grupy kolarskiej Sky Procycling powstałej w 2009 roku.
W 2018 r. Fox Corporation i Comcast rywalizowały o zakup udziałów w Sky.

## Programy 3D
28 stycznia 2010 roku BSkyB ogłosiła, że rozpoczyna nadawanie programów 3D do kwietnia 2010 roku. Sky uruchomiła w tym czasie kanały takie jak: Sky Sports 3D i Sky Movies 3D. BSkyB w 3D także pokazywał m.in. mecz piłki nożnej Arsenal-Manchester United na żywo w dziewięciu pubach znajdujących się w Wielkiej Brytanii i Irlandii.

## Kanały telewizyjne
- Sky Showcase
- Sky Max
- Sky Witness
- Sky Comedy
- Sky Atlantic
- Sky Replay
- Sky Sci-Fi
- Sky Mix
- Challenge
- Sky Crime
- Sky Documentaries
- Sky History
- Sky History 2
- Sky Nature
- Sky Arts
- Sky Cinema Premiere
- Sky Cinema Hits
- Sky Cinema Greats
- Sky Cinema Animation
- Sky Cinema Family
- Sky Cinema Action
- Sky Cinema Comedy
- Sky Cinema Thriller
- Sky Cinema Drama
- Sky Cinema Sci-Fi Horror
- Sky Cinema Select
- Sky News
- Sky News Arabia
- Sky Sports Main Event
- Sky Sports Premier League
- Sky Sports Football
- Sky Sports Cricket
- Sky Sports Golf
- Sky Sports F1
- Sky Sports Action
- Sky Sports +
- Sky Sports News
- Sky Sports Mix
- Sky Sports Box Office
- Sky Sports Racing
- Sky Sports Tennis
- Sky Kids

### Powiązane
- Crime + Investigation
- Blaze
- Comedy Central
- Comedy Central Extra

## Magazyny
- Sky Magazine
- The Wisden Cricketer

## Sky Digital
Sky Digital to brytyjska telewizyjno-radiowa satelitarna platforma cyfrowa. Wystartowała 1 października 1998. Jest największą platformą cyfrową w Europie.